# Peru nos Jogos Parapan-Americanos de 2011
Peru participa dos Jogos Parapan-Americanos de 2011, em Guadalajara, no Mexico. O país enviou 27 atleta para a competição, sendo 14 homens e 13 mulheres..

## Atletismo
Peru enviou seis atletas masculinos para as competições de atletismo.

## Natação
Peru enviou um atleta masculino para as competições de natação.

## Levantamento de peso
Peru enviou três atletas para as competições de levantamento de peso.

## Tênis de mesa
Peru enviou quatro atletas para as competições de tênis de mesa.

## Basquetebol em cadeira de rodas
Peru enviou uma equipe formada por 10 atletas para as competições de basquetebol em cadeira de rodas feminino.

## Tênis em cadeira de rodas
Peru enviou três atletas para as competições de tênis em cadeira de rodas.

## Medalhas conquistadas

### Classificação do país
| Ordem | País                     | Medalha de ouro | Medalha de prata | Medalha de bronze | Total |
| ----- | ------------------------ | --------------- | ---------------- | ----------------- | ----- |
| 9     | DOM República Dominicana | 0               | 1                | 1                 | 2     |
| 10    | PER Peru                 | 0               | 0                | 1                 | 1     |
| 10    | TRI Trinidad e Tobago    | 0               | 0                | 1                 | 1     |

### Conquistas individuais
| Evento  | Atleta                           | Classe                               | Medalha |
| ------- | -------------------------------- | ------------------------------------ | ------- |
| Natação | Pompilio Alberto Falconi Alvarez | Lançamento de disco masculino F35/36 | Bronze  |